# Thomas Michael Fröschl
Thomas Michael Fröschl (* 11. Oktober 1955 in Steyr) ist ein österreichischer Historiker.

## Leben
Das Studium der Geschichte und Kunstgeschichte an der Universität Wien schloss er mit der Promotion 1982 ab. Er hatte ein Erwin-Schrödinger-Stipendium (Baltimore-Washington, D.C.) 1986–1987 und ein Alexander-von-Humboldt-Stipendium (München-Nürnberg-Dresden) 1991–1992. Nach der Habilitation 1997 wurde er außerordentlicher Universitätsprofessor in Wien. Er hatte Gastprofessuren an den Universitäten Graz und Passau (1996–1997), Universität Leiden (1998), Georgetown University (1999), Webster University (2003–2004) und New Orleans (2004–2005). Er ist Mitglied der Vereinigung für Verfassungsgeschichte.
Seine Forschungsschwerpunkte sind atlantische Geschichte und transatlantische Beziehungen, Geschichte der USA und Kulturgeschichte der Amerikas sowie Heiliges Römisches Reich und Deutscher Bund.

## Schriften (Auswahl)
- Die frühneuzeitliche Republik. Verfassungsform, Selbstverständnis und Selbstdarstellung der europäischen „Ausnahme“ vom 16. zum 18. Jahrhundert. Phil. Dissertation, Wien 1981.
- als Herausgeber: Föderationsmodelle und Unionsstrukturen. Über Staatenverbindungen in der frühen Neuzeit vom 15. zum 18. Jahrhundert. Wien 1994, ISBN 3-486-56089-1.
- als Herausgeber: Deutsche Reichstagsakten. Der Reichsdeputationstag zu Worms 1586. München 1994, ISBN 3-525-35280-8.
- als Herausgeber mit Margarete Grandner und Brigitta Bader-Zaar: Nordamerikastudien. Historische und literaturwissenschaftliche Forschungen aus österreichischen Universitäten zu den Vereinigten Staaten und Kanada. München 2000, ISBN 3-7028-0364-5.
- als Herausgeber: Atlantische Geschichte. Innsbruck 2003, ISBN 3-7065-4016-9.